# Dansevise
Chansons représentant le Danemark au Concours Eurovision de la chanson
Vuggevise
(1962) Sangen om dig
(1964)
Chansons ayant remporté le Concours Eurovision de la chanson
 Un premier amour
(1962)  Non ho l'età
(1964)
Dansevise (« Ballade dansante ») est la chanson gagnante du Concours Eurovision de la chanson 1963, interprétée par le duo de chanteurs danois Grethe et Jørgen Ingmann, marquant la première victoire du Danemark à l'Eurovision. Ce fut la première chanson à être remportée par un duo et est aussi la première chanson gagnante scandinave.

## À l'Eurovision
Elle est intégralement interprétée en danois, langue nationale, comme le voulait la tradition avant 1966.
Il s'agit de la huitième chanson interprétée lors de la soirée, après Laila Halme qui représentait la Finlande avec Muistojeni laulu et avant Vice Vukov qui représentait la Yougoslavie avec Brodovi. À l'issue du vote, elle a obtenu 42 points, se classant 1re sur 16 chansons.
Danmarks Radio a décidé d'inclure Dansevise dans la séquence d'ouverture de la grande finale du Concours Eurovision de la chanson 2014 qui se tenait à Copenhague, au Danemark.

## Classements

### Classements hebdomadaires
| Classement (1963)                       | Meilleure position |
| --------------------------------------- | ------------------ |
| Allemagne (Media Control AG)            | 49                 |
| Belgique (Wallonie Ultratop 50 Singles) | 12                 |
| Danemark (Top 20)                       | 1                  |
| Norvège (VG-lista)                      | 7                  |